# Max Eastley
Max Eastley (* 1. Dezember 1944 in Torquay) ist ein britischer Bildhauer und Improvisationsmusiker (Perkussion, Gitarre, neu entwickelte Instrumente), der bei seinen Klanginstallationen kinetische Objekte mit Klängen verbindet.
Eastley studierte zunächst Malerei und Graphik an der Newton Abbot Art School, um dann 1972 sein Kunststudium mit einem Bachelor an der Middlesex University abzuschließen. Zu seinen Werken gehören Kompositionen für Filme, Tanzstücke und Performances, bei denen der Künstler auch mit David Toop, Brian Eno, Peter Cusack oder Peter Greenaway zusammenarbeitete.
Eastley schafft Klangskulpturen aus scheinbar einfachen Materialien: So realisierte er in Deutschland vier Außeninstallationen aus Äolsharfen, in denen Wind Klänge erzeugt; auch erzeugte er Klänge durch Eis oder Wasserkraft. Im Innenraum produzierte er Klänge durch strombetriebene kinetische Installationen. 2017 war Eastley als Gast des DAAD-Künstlerprogramms in Berlin.

## Diskographische Hinweise
- Max Eastley, Fergus Kelly, Mark Wastell: The Map Is Not the Territory (Confront 2020)

## Ausstellungen und Installationen (Auswahl)
- 2016: Two Measures of Time, Stadtgalerie Saarbrücken
- 2016: Drei äolische Harfen, Kunstfestspiele Herrenhausen, Hannover
- 2014: Installationen für Visitazioni, Internationales Festival für Klanginstallationen, Teatroinscatola, Rom
- 2014: Installationen für das SkanuMezs Festival im Botanischen Garten Riga
- 2014: Äolische Installation für den Kunstverein Springhornhof Neuenkirchen; Residenz für Klangkünstler, Bonn, mit Installationen in botanischen Gärten
- 2013–2014: Tourende Außeninstallation für Audible Forces (Oxford Contemporary Music Network)
- 2013: Aeolian Circles, Installation in Wasserspeichern, Prenzlauer Berg, Berlin
- 2012: Klang Orte Berlin, Äolische Installationen, Tempelhof Flughafen, Berlin
- 2012: Sound as Medium of Fine Arts in the 20th Century, Zentrum für Kunst und Medien Karlsruhe
- 2011: Gone with the Wind, Installationen und äolische Apparate, Raven Row Gallery, London
- 2008: Kinetic Drawings, Metropole Gallery, Folkestone
- 2088: Installation für Cape Farewell, Tokyo
- 2008: Installation für Cape Farewell, Fundacion Canal, Madrid
- 2007: The Eden Project, für Cape Farewell, Eis- und Klanginstallation Installation, Kinetika Gallery, London
- 2007: Installation für Cape Farewell, Kampnagel, Hamburg